# Berwick (East Sussex)
Berwick – wieś w Anglii, w hrabstwie East Sussex, w dystrykcie Wealden. Leży 78 km na południe od Londynu. W 2007 miejscowość liczyła 289 mieszkańców.